# Княжево (Волоколамский муниципальный округ)
Княжево — деревня в Волоколамском районе Московской области России. Входит в состав сельского поселения Осташёвское. Население — 112 чел. (2010).

## География
Деревня Княжево расположена на западе Московской области, в юго-западной части Волоколамского района, примерно в 23 км к юго-западу от города Волоколамска. Связана автобусным сообщением с районным центром. Ближайшие населённые пункты — деревни Лапино, Федосьино, Полёво и Игнатково.

## Население
| 1852 | 1859 | 1926 | 2002 | 2006 | 2010 |
| ---- | ---- | ---- | ---- | ---- | ---- |
| 201  | ↗214 | ↘139 | ↘34  | ↗46  | ↗112 |

## История
В «Списке населённых мест» 1862 года Княжево — владельческое село 2-го стана Можайского уезда Московской губернии по правую сторону Волоколамского тракта из города Можайска, в 40 верстах от уездного города, при пруде, с 16 дворами, православной церковью и 214 жителями (102 мужчины, 112 женщин).
По данным 1890 года входила в состав Осташёвской волости Можайского уезда, число душ мужского пола, включая души соседней деревни Лапино, составляло 170 человек.
В 1913 году — 24 двора, 2 усадьбы, земское училище, казённая винная лавка.
1917—1929 гг. — деревня Осташёвской волости Волоколамского уезда.
По материалам Всесоюзной переписи 1926 года — центр Княжевского сельсовета Осташёвской волости Волоколамского уезда, проживало 139 жителей (50 мужчин, 89 женщин), насчитывалось 30 хозяйств, среди которых 29 крестьянских, имелась школа.
С 1929 года — населённый пункт в составе Волоколамского района Московского округа Московской области. Постановлением ЦИК и СНК от 23 июля 1930 года округа как административно-территориальные единицы были ликвидированы.
1929—1939 гг. — центр Княжевского сельсовета Волоколамского района.
1939—1954 гг. — центр Княжевского сельсовета Осташёвского района.
1954—1957 гг. — деревня Тереховского сельсовета Осташёвского района.
1957—1963 гг. — деревня Тереховского сельсовета Волоколамского района.
1963—1965 гг. — деревня Тереховского сельсовета Волоколамского укрупнённого сельского района.
1965—1973 гг. — деревня Тереховского сельсовета Волоколамского района.
1973—1994 гг. — деревня Осташёвского сельсовета Волоколамского района.
В 1994 году Московской областной думой было утверждено положение о местном самоуправлении в Московской области, сельские советы как административно-территориальные единицы были преобразованы в сельские округа.
1994—2006 гг. — деревня Осташёвского сельского округа Волоколамского района.
С 2006 года — деревня сельского поселения Осташёвское Волоколамского муниципального района Московской области.
До середины XX века в Княжеве существовала каменная церковь Покрова Пресвятой Богородицы, построенная в конце XVIII века.